# Міллтаун (Нью-Джерсі)
Міллтаун (англ. Milltown) — місто (англ. borough) в США, в окрузі Міддлсекс штату Нью-Джерсі. Населення — 7037 осіб (2020).

## Географія
Міллтаун розташований за координатами 40°27′1″ пн. ш. 74°26′5″ зх. д. / 40.45028° пн. ш. 74.43472° зх. д. (40.450239, -74.434786).  За даними Бюро перепису населення США в 2010 році місто мало площу 4,13 км², з яких 4,02 км² — суходіл та 0,12 км² — водойми.

## Демографія
Згідно з переписом 2010 року, у селищі мешкали 6893 особи в 2599 домогосподарствах у складі 1916 родин. Було 2698 помешкань
Расовий склад населення:
| - 92,4 % — білих - 3,4 % — азіатів - 1,2 % — чорних або афроамериканців - 0,1 % — корінних американців - 1,6 % — осіб інших рас |

До двох чи більше рас належало 1,2 %. Частка іспаномовних становила 6,5 % від усіх жителів.
За віковим діапазоном населення розподілялося таким чином: 21,8 % — особи молодші 18 років, 63,4 % — особи у віці 18—64 років, 14,8 % — особи у віці 65 років та старші. Медіана віку мешканця становила 41,6 року. На 100 осіб жіночої статі у селищі припадало 97,1 чоловіків;  на 100 жінок у віці від 18 років та старших — 93,5 чоловіків також старших 18 років.
Середній дохід на одне домашнє господарство  становив 114 172 долари США (медіана — 101 685), а середній дохід на одну сім'ю — 118 106 доларів (медіана — 115 331). Медіана доходів становила 72 014 долари для чоловіків та 64 833 долари для жінок. За межею бідності перебувало 9,3 % осіб, у тому числі 16,7 % дітей у віці до 18 років та 2,0 % осіб у віці 65 років та старших.
Цивільне працевлаштоване населення становило 3573 особи. Основні галузі зайнятості: освіта, охорона здоров'я та соціальна допомога — 26,6 %, науковці, спеціалісти, менеджери — 13,5 %, виробництво — 12,6 %.